# Listă de sculptori maghiari
Aceasta este o listă de sculptori maghiari.

## A
- Károly Alexy

## B
- Miklós Borsos

## D
- Gyula Donáth

## F
- János Fadrusz
- Béni Ferenczy
- István Ferenczy

## I
- Miklós Izsó

## K
- Ede Kallós
- Zoltán Kemény
- György Kolozsváry
- Márton Kolozsváry
- Margit Kovács

## L
- Miklós Ligeti

## M
- Ede Margó
- Ferenc Medgyessy

## R
- József Róna
- Ernő Rubik

## S
- Alajos Stróbl
- Zsigmond Kisfaludi Stróbl
- Jenő Szervátius

## T
- Ede Telcs
- Amerigo Tot

## V
- Imre Varga
- Márk Vedres

## Z
- György Zala